# Course à l'américaine féminine aux Jeux olympiques d'été de 2024
Cet article traite de l'épreuve féminine. Pour la compétition masculine, voir Course à l'américaine masculine aux Jeux olympiques d'été de 2024.
Navigation
Tokyo 2020 Los Angeles 2028
La course à l'américaine féminine, ou madison est une épreuve de cyclisme sur piste des Jeux olympiques d'été de 2024. Elle a lieu le 9 août 2024 sur le Vélodrome national de Saint-Quentin-en-Yvelines.

## Médaillées
| Or                                           | Argent                                       | Bronze                                         |
| Italie - Vittoria Guazzini - Chiara Consonni | Grande-Bretagne - Elinor Barker - Neah Evans | Pays-Bas - Maike van der Duin - Lisa van Belle |

## Site de la compétition

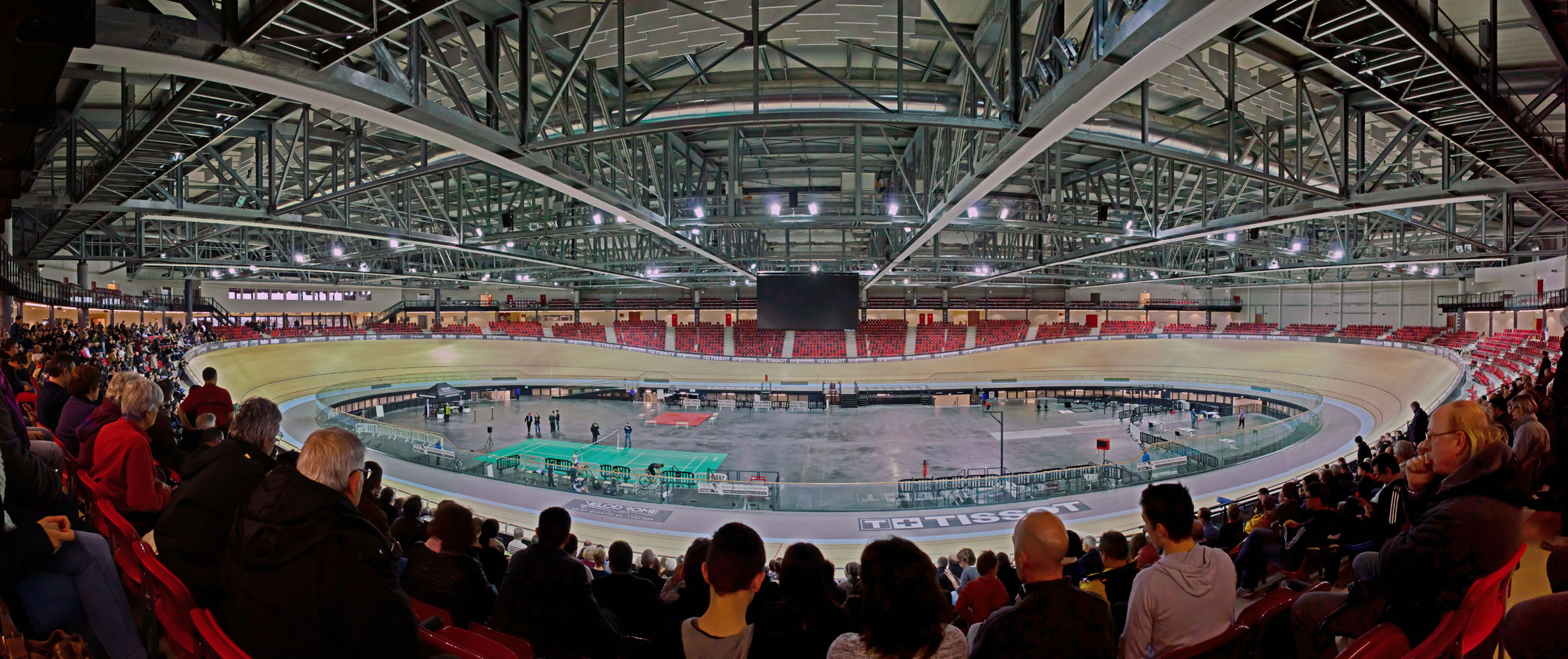
Vélodrome national en 2014.

Les épreuves de cyclisme sur piste ont lieu sur le Vélodrome national de Saint-Quentin-en-Yvelines. Contrairement à ce que son nom laisse supposer, il est situé sur la commune de Montigny-le-Bretonneux à l'ouest de Paris, à 36 km du village olympique. Il a été construit en 2011 et a une capacité de 5 000 spectateurs.

## Format de compétition
Cette course consiste à effectuer 120 tours de piste, soit 30 kilomètres au total. Il s'agit d'une course de relais à deux équipières, permettant à une cycliste de récupérer pendant que son équipière court.
Le classement est déterminé dans un premier temps au nombre de tours parcourus, puis aux points. Les points sont attribués en fonction des sprints intermédiaires. Ils ont lieu tous les 10 tours. Lors de chaque sprint, la vainqueure gagne 5 points, lae deuxième, la troisième et la quatrième gagnent respectivement 3, 2 et 1 point. Les points sont doublés lors du dernier sprint.

## Résultats détaillés
| Rang                                | Cyclistes                               | Nation           | Sprint | Sprint | Sprint | Sprint | Sprint | Sprint | Sprint | Sprint | Sprint | Sprint | Sprint | Sprint | Tours | Tours | Ordre final | Total |
| Rang                                | Cyclistes                               | Nation           | 1      | 2      | 3      | 4      | 5      | 6      | 7      | 8      | 9      | 10     | 11     | 12     | +     | −     | Ordre final | Total |
| ----------------------------------- | --------------------------------------- | ---------------- | ------ | ------ | ------ | ------ | ------ | ------ | ------ | ------ | ------ | ------ | ------ | ------ | ----- | ----- | ----------- | ----- |
| Médaille d'or, Jeux olympiques      | Chiara Consonni Vittoria Guazzini       | Italie           | 2      | 5      |        |        |        |        |        |        | 5      |        | 5      |        | 20    |       | 7           | 37    |
| Médaille d'argent, Jeux olympiques  | Elinor Barker Neah Evans                | Grande-Bretagne  | 5      |        | 3      | 3      |        |        | 3      | 5      | 1      | 1      |        | 10     |       |       | 1           | 31    |
| Médaille de bronze, Jeux olympiques | Maike van der Duin Lisa van Belle       | Pays-Bas         |        |        | 1      |        |        | 2      | 5      |        |        |        |        |        | 20    |       | 8           | 28    |
| 4                                   | Jennifer Valente Lily Williams          | États-Unis       |        | 2      | 2      |        | 3      | 5      |        | 2      | 2      |        |        | 2      |       |       | 4           | 18    |
| 5                                   | Marion Borras Clara Copponi             | France           | 3      |        | 5      |        | 1      |        | 1      | 1      |        |        | 2      | 4      |       |       | 4           | 17    |
| 6                                   | Amalie Dideriksen Julie Norman Leth     | Danemark         |        | 3      |        | 5      | 2      |        |        |        |        |        |        | 6      |       |       | 2           | 16    |
| 7                                   | Daria Pikulik Wiktoria Pikulik          | Pologne          |        |        |        | 2      |        | 1      | 2      | 3      | 3      |        | 3      |        |       |       | 5           | 14    |
| 8                                   | Bryony Botha Emily Shearman             | Nouvelle-Zélande | 1      |        |        |        | 5      |        |        |        |        |        | 1      |        |       |       | 6           | 7     |
| 9                                   | Georgia Baker Alexandra Manly           | Australie        |        |        |        | 1      |        | 3      |        |        |        | 2      |        |        |       |       | 13          | 6     |
| 10                                  | Katrijn De Clercq Hélène Hesters        | Belgique         |        |        |        |        |        |        |        |        |        | 5      |        |        |       |       | 12          | 5     |
| 11                                  | Lara Gillespie Alice Sharpe             | Irlande          |        |        |        |        |        |        |        |        |        | 3      |        |        |       |       | 10          | 3     |
| 12                                  | Tsuyaka Uchino Maho Kakita              | Japon            |        | 1      |        |        |        |        |        |        |        |        |        |        |       |       | 14          | 1     |
| 13                                  | Franziska Brauße Lena Charlotte Reißner | Allemagne        |        |        |        |        |        |        |        |        |        |        |        |        |       |       | 9           | 0     |
| 14                                  | Aline Seitz Michelle Andres             | Suisse           |        |        |        |        |        |        |        |        |        |        |        |        |       |       | 11          | 0     |
| 15                                  | Maggie Coles-Lyster Ariane Bonhomme     | Canada           |        |        |        |        |        |        |        |        |        |        |        |        |       | -40   |             | Abd   |